# مارغريت هاتشينسون روسو
مارغريت هاتشينسون روسو (بالإنجليزية: Margaret Hutchinson Rousseau) (27 تشرين الأول 1910 – 12 كانون الثاني 2000) مهندسة كيميائية ضممت أول مصنع لإنتاج البنسلين تجارياً. وهي أول امرأة تصبح عضواً في المعهد الأمريكي للمهندسين الكيميائيين.

## حياتها
ولدت مارغريت عام 1910 في هيوستن (تكساس)، تكساس، والدها صاحب متجر لبيع الملابس، تزوجت من ويليام روسو، مساعدها والذي أصبح لاحقاً محاضراً في الهندسة الكيميائية في معهد ماساتشوستس للتكنولوجيا (MIT)، ولهما ابن واحد.
حصلت مارغريت على درجة البكالوريوس في العلوم من جامعة رايس عام 1932، وعلى درجة الدكتوراة في الهندسة الكيميائية من معهد ماساتشوستس للتكنولوجيا عام 1938، وبذا تكون أول امرأة تحصل على الدكتوراة في هذا المجال في الولايات المتحدة.
توفيت مارغريت في 12 كانون الثاني (يناير) 2000 في منزلها في وستون في ماساتشوستس

## العمل
بدأت مارغريت حياتها العملية في شركة إي. بي. بادغر (حيث التقت بالرجل الذي أصبح زوجها لاحقاً)؛ أثناء الحرب العالمية الثانية
أشرفت على تصميم مصانع إنتاج المواد الاستراتيجية الهامة مثل البنسلين والمطاط الصناعي. كما عملت على تطوير البنزين عالي الأوكتان لوقود الطيارات. الإضافة إلى إنجازات أخرى تضمنت تصميم عمود تجزئة ومصانع لإنتاج غليكول الإيثيلين وحمض الخليك.

## صور
- مكتبة والتر رويثر صورة شخصية لمارغريت (1955)
- مكتبة والتر رويثر صورة شخصية لمارغريت (1961)